# SuriPop II
SuriPop II was een muziekfestival in Suriname in 1983.
De finale werd gehouden in Paramaribo. Winston Loe won dit jaar de Jules Chin A Foeng-trofee met zijn lied Net' alen. Het werd gezongen door Rein Carrot en gearrangeerd door de leden van Century.

## Finale
In de voorselectie koos de jury twaalf liederen. Deze kwamen in de finale uit en werden op een muziekalbum uitgebracht. Op het album uit 1983 stonden de volgende nummers:
| Nr. | Lied                   | Vocalisten      | Componisten             |
| --- | ---------------------- | --------------- | ----------------------- |
| A1  | Fig' en                | Powl Ameerali   | Winston Loe             |
| A2  | Babe, I love your love | Rein Carrot     |                         |
| A3  | Matapica               | Dalia Negra     | Erik Refos & Wim Bakker |
| A4  | Lights on red          | Karin Fredrik   | Anne Marie Sanches      |
| A5  | Harry Joe              | Hugo Landolf    |                         |
| A6  | Jep' bow wi Sranangron | Darell Filemon  |                         |
| B1  | Children of the world  | Ruben del Prado |                         |
| B2  | Safri                  | Powl Ameerali   | Erik Refos & Wim Bakker |
| B3  | Too bad                | Hugo Landolf    |                         |
| B4  | Mi lobi kondre         | M. Stolz        |                         |
| B5  | The ol' fashioned way  | Ruben del Prado |                         |
| B6  | Net' alen              | Rein Carrot     | Winston Loe             |

I (1982) · II (1983) · III (1984) · IV (1986) · V (1988) · VI (1990) · VII (1992) · VIII (1994) · IX (1996) · X (1998) · XI (2000) · XII (2002) · XIII (2004) · XIV (2006) · XV (2008) · XVI (2010) · XVII (2012) · XVIII (2014) · XIX (2016) · XX (2018) · XXI (2022) · Kerstsongeditie (2023) · XXII (2024)